# 陈炎武
陈炎武（1925年—），男，汉族，广东台山人，中华人民共和国政治人物。曾任民革中央委员，民革广东省委副主委兼秘书长。第七、八届全国政协委员。